# Married in Hollywood

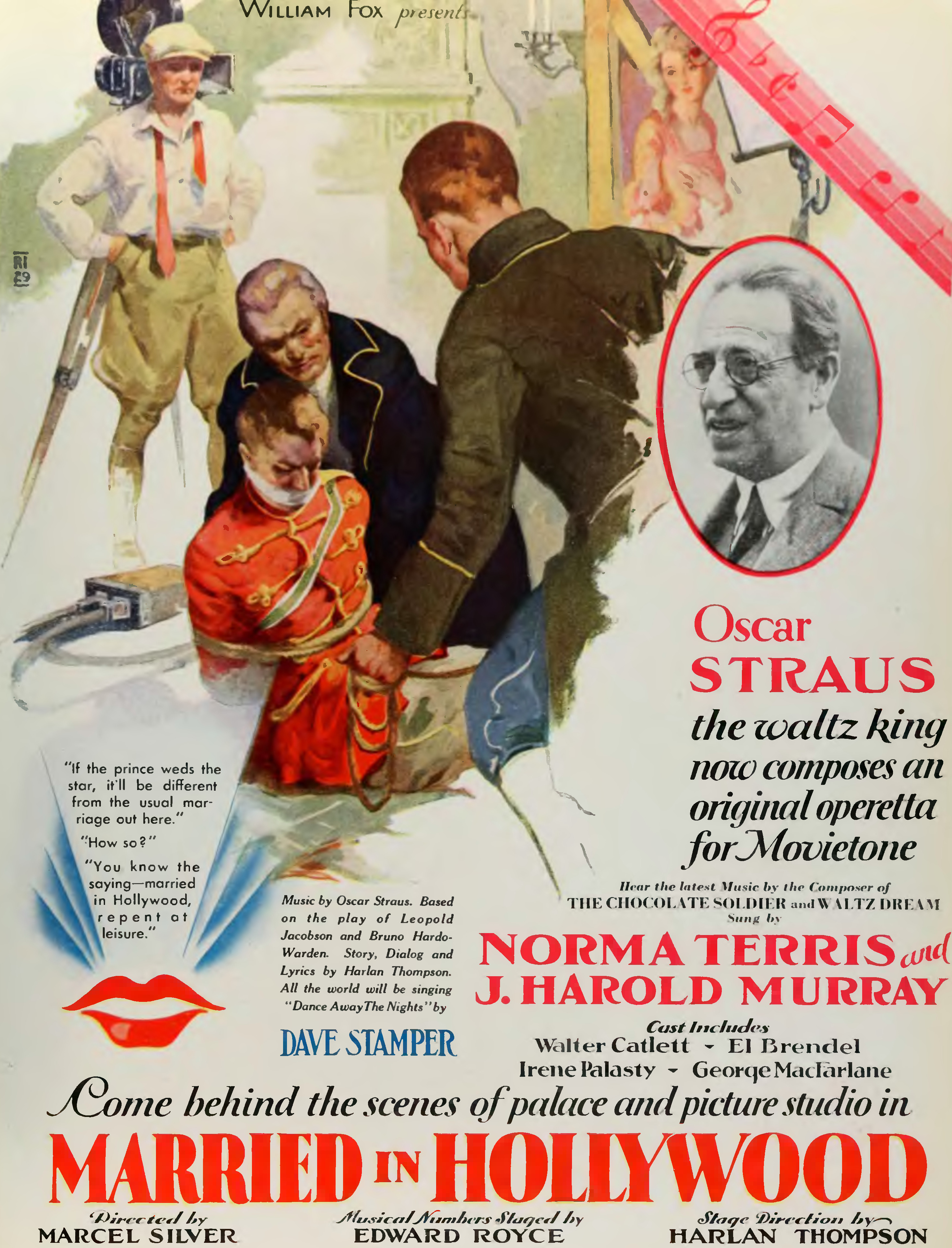
Annonce du film dans le magazine The Film Daily.

Married in Hollywood est un film américain réalisé par Marcel Silver, sorti en 1929. Le scénario est basé sur deux opérettes d'Oscar Straus, Hochzeit in Hollywood et Ein Walzertraum. C'est le premier film sonore dont l'histoire est basée sur une opérette.

## Synopsis
Une artiste membre d'une troupe parcourt l'Europe, où elle tombe amoureuse d'un prince des Balkans. Les parents du prince désapprouvent et tentent de mettre un terme à la romance. Une révolution se produit, et le prince et la fille s'enfuient ensemble à Hollywood.

## Fiche technique
- Réalisation : Marcel Silver
- Scénario : Harlan Thompson
- Production : Fox Film Corporation
- Photographie : Charles Van Enger, Sol Halperin
- Type : Noir et blanc, une séquence en couleurs[2]
- Montage : Dorothy Spencer
- Musique : Oscar Straus, Arthur Kay
- Durée : 110 minutes
- Date de sortie : 
  - États-Unis : septembre 1929

## Distribution
- J. Harold Murray (en) : Prince Nicholai

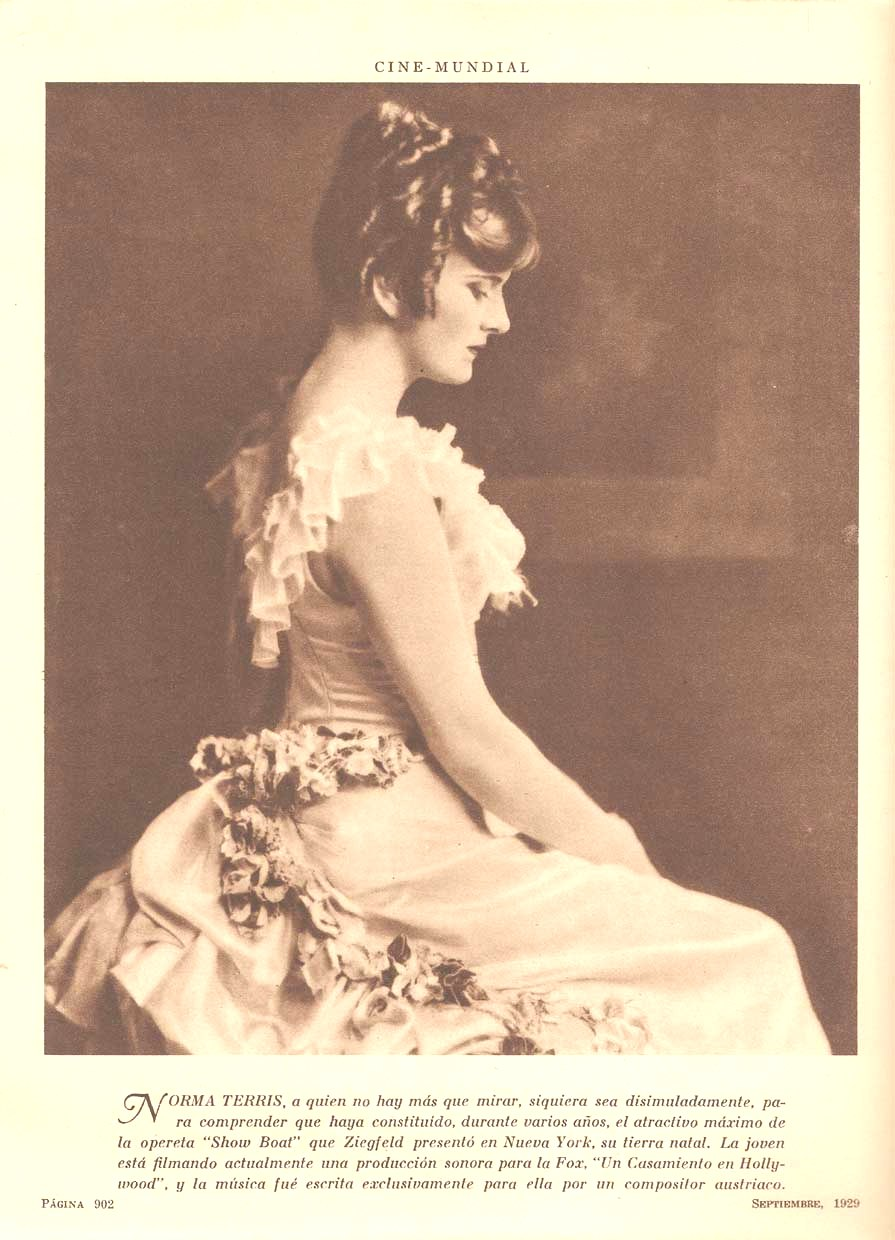
Norma Terris vers 1929

- Norma Terris : Mary Lou Hopkins / Mitzi Hofman
- Walter Catlett : Joe Glitner
- Irene Palasty : Annushka
- Lennox Pawle : King Alexander
- Tom Patricola : Mahai
- Evelyn Hall : Queen Louise
- John Garrick : Stage Prince
- Douglas Gilmore : Adjutant Octvian
- Gloria Grey : Charlotte
- Jack Stambaugh : Captaine Jacobi
- Bert Sprotte : Herr von Herzen
- Leila Karnelly : Frau von Herzen
- Paul Ralli : Namari
- Donald Gallaher : le réalisateur
- Carey Harrison : Detective
- Roy Seegar : Detective